# Лиляна Кошлукова
Лиляна Кирилова Кошлукова (4 октомври 1924 – 2 юни 2005) е българска оперна и оперетна певица, сопран.

## Биография
Родена е на 4 октомври 1924 г. в Церово, област Пазарджик. Учи пеене в Държавната музикална академия в София при Людмила Прокопова, която завършва през 1949 г. След това учи пеене при Геновева Списаревска и Елизабет Рудгерс. От 1948 г. играе на сцената на Държавния музикален театър. През 1960 – 1961 г. пее в оперетата в Москва, а през 1965 – 1966 г. – в Софийската опера.
Умира в София на 1 юни 2005 г.

## Роли
По-известни роли, които играе Лиляна Кошлукова са:
- Елена – „Хубавата Елена“ от Жак Офенбах;
- Евридика – „Орфей в ада“ от Жак Офенбах;
- Силва – „Царицата на чардаша“ от Имре Калман;
- Масларска – „Веселата вдовица“ от Парашкев Хаджиев;